# Nueva Armenia
Nueva Armenia est une municipalité du Honduras, située dans le département de Francisco Morazán. Elle est fondée en 1856. La municipalité de Nueva Armenia comprend 7 villages et 54 hameaux.

## Source de la traduction
- (en) Cet article est partiellement ou en totalité issu de l’article de Wikipédia en anglais intitulé « Nueva Armenia » (voir la liste des auteurs).